# Giordano Petri
Giordano Petri (Città di Castello, 27 luglio 1979) è un attore italiano.

## Biografia

### Gli inizi e i film
Si è formato presso il Laboratorio Teatrale dello Stabile dell'Umbria CUT (centro teatrale universitario) e poi si è diplomato alla Scuola nazionale di cinema.
Compare con un ruolo secondario nel film Pinocchio (2002) di Roberto Benigni ed in Ma l'amore... sì! accanto ad Anna Maria Barbera. Nel 2010 esordisce nelle vesti di protagonista nella pellicola Per Sofia presentata fuori concorso al Festival di Venezia. Vince, per questo film, il premio Nino Manfredi d'Oro al Cinema come miglior attore Emergente e riceve una Menzione speciale come Migliore Attore Protagonista agli Awards 2010 Sicilian Film Festival di Miami.

### L'attività in teatro
Nel 2003 interpreta il ruolo di coprotagonista ne La signora delle camelie con Monica Guerritore per la regia di Giancarlo Sepe ed è, sempre accanto a Monica Guerritore, in Giovanna D’Arco; nel 2005 ricopre il ruolo di Emone nell’Antigone di Sofocle con Alessandro Haber, Maurizio Donadoni e Galatea Ranzi per la regia di Irene Papas. Altra importante esperienza arriva nel 2004 accanto a Lando Buzzanca ne La zia di Carlo. Nel 2009 va in scena con Piccoli crimini coniugali per la regia di Luca Pizzurro, mentre nel 2011 prende parte al Reading di letture di poesie da Giuseppe Ungaretti a Vinicio de Moraes nell'evento "La vita, amico, è l'arte dell'incontro". Nel 2014 è protagonista in "A volte non abito qui", pièce di teatro, musica e danza con la partecipazione di Francesca Reggiani mentre nel 2016 partecipa al Reading di letture “FIAT LUX” di Marco Nicoletti nella Produzione del Teatro Stabile dell’Umbria e Umbria Ensemble. Torna protagonista nel 2019 nello spettacolo "Carlo Levi, a Sud di Eboli" per la regia di Luca Guardabascio nel ruolo di Italo Calvino all'interno degli appuntamenti di Matera 2019 Capitale Europea della Cultura

## Carriera

### Teatro
- Caino, I Suggeritori, Rain Man, Il Ritratto di Dorian Gray, Salomè, Tradimenti, regia di E. M. Aronica (1995-1998)
- Tournée 150 la gallina canta di Achille Campanile. Regia di M. Parodi (1998-1999)
- Maestri di Scacchi, scritto e diretto da A.Carvaruso. Ruolo: Alfiere Bianco (1999-2000)
- Tournée Laudes, regia di Gigi dall'Aglio. Ruolo: Angelo (2000-2001)
- Pinocchio, Iliade, Eros Perenne, regia di F. Tarsi (2002-2003)
- Tournée La signora dalle Camelie, regia di G. Sepe con M. Guerritore. Ruolo: Armando (2003-2004)
- La zia di Carlo di B. Thomas, regia di T. Musumeci con L. Buzzanca ed I. Barzizza. Ruolo: Giacomo (2004)
- Giovanna d'Arco, regia di Monica Guerritore, con Monica Guerritore. Ruolo IIInquisitore (2005)
- Antigone di Sofocle, regia I. Papas, con A. Haber, G. Ranzi. Ruolo: Messaggero (2005)
- Il volo del falcone di F. Arriva, regia di Manuel Giliberti. Ruolo: Scriba (2005)
- Medea di Grillparzer, regia di Manuel Giliberti. Ruolo: Giasone (2006)
- Piccoli crimini coniugali, regia Luca Pizzurro. Ruolo: Gilles Sobiri (2009)
- Reading di letture di poesie da Giuseppe Ungaretti a Vinicio de Moraes nell'evento La vita, amico, è l'arte dell'incontro Caffè Letterario Roma (2012)
- A volte non abito qui, Pièce di teatro, musica e danza con Federica Flavoni e la partecipazione di Francesca Reggiani (2014)

### Cinema
- Pinocchio, regia di Roberto Benigni. Ruolo: teppista (2002)
- Ma l'amore... sì!, regia di Tonino Zangardi e Marco Costa. Ruolo: Eros (coprotagonista) (2005)
- Lettere dalla Sicilia, regia di Manuel Giliberti. Ruolo: studente (2005)
- Deadly kitesurf, regia di Antonio de Feo. Ruolo: Fabio (coprotagonista) (2007)
- Per Sofia, regia di Ilaria Paganelli. Ruolo: Isaak (protagonista) (2010)
- La madre, regia di Angelo Maresca. Ruolo: uomo del confessionale (coprotagonista) (2013)
- Francesca e le altre. Storia di briganti e brigantesse, regia di Enzo De Brango e Stefano Anselmi. Ruolo: Antonio Manfra (coprotagonista) (2015)
- Andrea Doria: Are the passengers saved?, regia di Luca Guardabascio. Ruolo: giornalista (coprotagonista) (2015)
- Credo in un solo Padre, Regia di Luca Guardabascio. Ruolo Gerardo Bianco (protagonista) (2020)
- Altri Padri, Regia di Mario Sesti. Ruolo Agente Ricci (2021)

### Cortometraggi
- Markheim, regia di Avital Merkler. Ruolo: Lucifero (2002)
- Il varco, regia di Max White. Ruolo: Luca (2003)
- Martedì, regia di Alessio Martino. Ruolo: Luca (protagonista) (2007)
- Lilah, regia di Simone Barbetti e Joel Ramirez. Ruolo: Alex (protagonista) (2012)
- 2+2, regia di Alessandro Genitori e Elis Karakaci. Ruolo: Papà (protagonista)(2016)
- Penelopes, regia di Ludovico Cantisani. Ruolo Cyclop (coprotagonista) (2019)
- Happy Birthday, regia di Lorenzo Giovenga. Ruolo: Ragazzo eccentrico (2019)
- La Giostra, Regia di Simone Arrighi. Ruolo Michele (protagonista) (2021)

### TV - Fiction
- Don Matteo, prima stagione, regia di Enrico Oldoini. (1998)
- Sei forte maestro, regia di Ugo Fabrizio Giordani. (1999)
- Soul Talkers, regia di B. Maffezzoli. Ruolo: Sergio (2003) | Puntata pilota.
- Madama Butterfly, regia di Giancarlo Nicotra. Ruolo: Capitano Pinkerton (2004)
- Carabinieri, quinta stagione regia di Sergio Martino. Ruolo: Gianni Mattei (2008) | Episodi n° 20 e 21.
- Il commissario Manara, prima stagione, regia di Davide Marengo. Ruolo: Sandro Contini (2008)
- Il sangue e la rosa, regia di Salvatore Samperi. Ruolo: Abate (2008)
- R.I.S. Roma 2 - Delitti imperfetti, regia di Francesco Micciché - serie TV, episodio 2x12 (2011) [1]
- Distretto di Polizia, undicesima stagione, regia di Alberto Ferrari. Ruolo: Angelo Roberti (2011)
- Benvenuti a tavola - Nord vs Sud, regia di Francesco Miccichè e Dario Baldi (2012)
- Rosso San Valentino, regia di Fabrizio Costa (2012)
- Un medico in famiglia 9, regia di Francesco Vicario (2013 -2014)
- In-Treatment, regia di Edoardo Gabbriellini. Acting Coach, Assistente alla Regia di Saverio Costanzo.
- Il Paradiso delle Signore, regia di Isabella Leoni, Riccardo Mosca (2019)

### Videoclip
- Biagio all'Arena di Verona di Biagio Antonacci (1999)

## Premi
- Menzione speciale come Migliore Attore Protagonista per il film Per Sofia di Ilaria Paganelli agli Award 2010 Sicilian Film Festival di Miami. (2010)
- Nino Manfredi d'Oro al Cinema e Ciociaria di Frosinone come miglior attore emergente per il film Per Sofia di Ilaria Paganelli. (2010)
- Miglior attore, sezione Teatro, al Napoli Cultural Classic 2012. (2012)